# Pulya
Pulya (en ruso:'Пуля') álbum debut de Leningrad editado en 1999.
Se diferencia por no tener un lenguaje para adultos como en álbumes posteriores y las canciones están cantadas por Igor Vdovin.

## Listado de temas
| N.º   | Título                                                                               | Duración |  |
| 1.    | «Я так люблю тебя - Ya tak lyublyú tebyá - (Te amo tanto)»                           | 2:52     |  |
| 2.    | «Таблетка - Tabletka - (Tableta/ Pastilla)»                                          | 4:19     |  |
| 3.    | «Таня - Tanya - (Nombre ruso)»                                                       | 2:30     |  |
| 4.    | «Леля - Lelya - (Nombre ruso)»                                                       | 2:39     |  |
| 5.    | «Любовь - Lyubov - (amor)»                                                           | 2:01     |  |
| 6.    | «Пуля - Pulya - (Bala)»                                                              | 3:11     |  |
| 7.    | «Матросы - Matrósi - (Marineros)»                                                    | 1:58     |  |
| 8.    | «Света - Svéta - (Nombre ruso/ Svetlana)»                                            | 1:52     |  |
| 9.    | «Звезды и Луна - Zvézdi i luná - (Las estrellas y la luna)»                          | 2:24     |  |
| 10.   | «Люба - Lyuba - (Nombre ruso)»                                                       | 2:25     |  |
| 11.   | «Давай-давай - Davai- Davai - (Vamos- vamos)»                                        | 2:06     |  |
| 12.   | «Колокола - Kolokolá - (campanas)»                                                   | 2:45     |  |
| 13.   | «Айседора - Aisedora - (Nombre ruso)»                                                | 2:35     |  |
| 14.   | «Письма - Pisma - (Cartas)»                                                          | 2:22     |  |
| 15.   | «Зенит - Zenit»                                                                      | 2:23     |  |
| 16.   | «Танцы - Tantsi - (Danzas)»                                                          | 2:29     |  |
| 17.   | «Танец маленьких лебедей - Tanets malenkij lebedey - (Danza de los pequeños cisnes)» | 1:19     |  |
| 42:17 |                                                                                      |          |  |